# Simulium bifila
Simulium bifila är en tvåvingeart som beskrevs av Freeman och Meillon 1953. Simulium bifila ingår i släktet Simulium och familjen knott.
Artens utbredningsområde är Sudan. Inga underarter finns listade i Catalogue of Life.